# CBC제작 낮의 연속극
CBC제작 낮의 연속극(일본어: CBC制作昼の連続ドラマ)는 TBS 텔레비전 계열에서 매주 월 - 금요일의 드라마이다.

## 작품 소개
- 《물의 불꽃》
- 《명주의 여자》
- 《작년의 꽃》
- 《도시에 비가 내리는 바와 같이》
- 《낙엽수》
- 《리라 오한 거리》
- 《꽃 가위》
- 《천 힘줄 흑발》
- 《하나오카 세이슈의 아내》
- 《어머니의 곡》
- 《잔상》
- 《해발 0미터》
- 《혼란 부채》
- 《해산물》
- 《한정된 일을 사랑으로 살아》
- 《사랑하지 않고는 견딜 수 없다》
- 《아득한 어머니》
- 《무지개 색 다리》
- 《설레임의 가을》
- 《꽃은지는》
- 《사랑의 행방》
- 《사랑의 보상》
- 《행복했으면 좋겠어》
- 《여자의 십자로》
- 《꽃의 흐름》
- 《꼭두서니 구름》
- 《내일의 가족》
- 《세 아줌마》
- 《불꽃의 강》
- 《키리코 이 사랑》
- 《진실일로》
- 《소문의 여자》
- 《사랑의 마지막 때》
- 《가정 길이 시대》
- 《사랑의 미로》
- 《부친》
- 《두 어머니》
- 《어머니의 여로》
- 《어머니라고 부를 날을》
- 《오타키》
- 《외아들》
- 《생명 바라보고》
- 《찢어진 가족》
- 《완행 가족》
- 《비의 모정》
- 《농익 시대》
- 《신주쿠 자장가》
- 《오후의 아내》
- 《아내의 비밀》
- 《안녕히 여름의 빛 이여》
- 《저녁 하늘 부어》
- 《할아버지의 부엌》
- 《여자 혼자》
- 《할머니》
- 《할아버지의 부엌·2년째》
- 《아 단신부임》
- 《며느리라고하지》
- 《아 전업주부》
- 《가정 내 이혼》
- 《아 재혼》
- 《여자는 배짱!》
- 《딸들아》
- 《단신 미세스 달린다!》
- 《쫓고 행복》
- 《갈림길》
- 《사랑한다》
- 《설레임 오후》
- 《나, 단신부임합니다》
- 《여자가 회사를 만들 때》
- 《갑자기 타인처럼》
- 《부드러운 관계》
- 《마돈나라고》
- 《주머니에서, 사랑》
- 《가을 불타》
- 《과거에서 온 여자》
- 《사랑 요리 캘린더》
- 《잠들지 않는 숲》
- 《가장 위험한 부부》
- 《사랑 러브 가족~우리집의 직소퍼즐~》